# 温岭市图书馆
28°21′52.1″N 121°22′20.7″E / 28.364472°N 121.372417°E
温岭市图书馆，又称温岭图书馆，简称温图，前称温岭县图书馆，是中华人民共和国浙江省温岭市的一座县级公共图书馆，隶属于温岭市人民政府，是其设立的公益性事业单位法人，由温岭市文化和广电旅游体育局主管。该馆馆舍位于温岭市太平街道溪滨路58号。截止2017年，温图藏书量达138万册，是文化和旅游部评定的国家一级图书馆。
温岭市图书馆的历史可追溯到清朝乾隆年间的鹤鸣书院和1921年创办的温岭县通俗图书馆。而温图正式有独立建制是在1956年。目前使用的馆舍完工于1988年，并计划在城西街道新建馆舍。温图推出的“家庭图书分馆”是温图的特色之一，在浙江省内属首创。

## 历史
清朝乾隆十九年（1754年），时任太平县知县左士吉创办了鹤鸣书院，院址在废弃已久的泉溪书院。书院内设尊经阁，阁中藏书。此后，温岭地区各类书院兴起。民国十年（1921年）7月，温岭县通俗图书馆创立，原鹤鸣书院的藏书1200册及其它设备由该馆接收。民国十九年（1930年）9月16日，温岭县民众教育馆图书部成立，温岭县通俗图书馆并入该馆。中华人民共和国成立后的1949年下半年，温岭县人民文化馆成立，馆内设立图书室，接收原温岭县民众教育馆图书部的图书。1956年4月5日，温岭县图书馆正式成立，馆址在文化馆内，图书馆馆长由文化馆馆长兼任。首任馆长为童力鹏。“温岭图书馆”五字馆名由书法家沙孟海题写。文化大革命时期，馆内活动暂停，1970年后馆内图书搬迁四次，藏书数量亦不断减少。
文革结束后，图书馆恢复运作，并于1978年进行全面整顿，改革规章制度，收取押金发放借书证，添置设备，清理和购买新书。1982年，与县文化馆合建的四层大楼落成，作为温图馆舍，占地300平方米。1986年8月14日，温岭县计划委员会批准新建馆舍，即现今馆址。1988年，馆舍完工，新馆舍总投资达50万元，建筑面积1760平方米。1989年，被文化部命名为“全国文明图书馆”。1999年启动馆舍改扩建二期工程，9月完工，2000年10月1日开放。二期工程投资300多万元，建筑面积达2490平方米，两工程连成一个整体。2011年，温图内部刊物《阅读温岭》创刊。2013年，温岭市图书馆新馆工程正式立项。2017年5月1日起，温岭市图书馆开始实施借书免押金制度。

## 馆舍

### 溪滨路馆
温岭市图书馆溪滨路馆位于温岭市太平街道溪滨路58号，坐落于文化桥畔，始建于1988年，建筑面积4250平米，馆内有阅览座位403个，网络节点52个，开设外借室、期刊室、少儿室、古籍室等服务窗口近10个。馆内设置阅览座位403个，架设网络节点52个。借阅大厅宽敞明亮，设立自助借还系统、电子阅读机和移动图书馆终端等服务。2013年，温图全面改造溪滨路馆舍，改造面积达2440平方米，改造后新设立了综合服务大厅、亲子阅览室、聪明孩子读书坊、未成年人报告厅等部门；改造了古籍书库，建立标准化古籍库房；全面应用RFID高速自助借还服务；馆内安装通道闸门禁系统。

### 城西新馆
温岭市图书馆新馆位于温岭市城西街道渭川村，坐落于五洋路以北、中华路以东。工程于2012年12月获得审批，2013年正式立项，项目总投资达2亿元。设想的地上建筑面积约25000至30000平方米，功能分区有8个，包括服务大厅、社会科学借阅中心、少儿借阅中心等。馆内增设设备远程监控，并增加流通管理和大数据分析、移动终端应用。

## 馆务

### 馆务概况

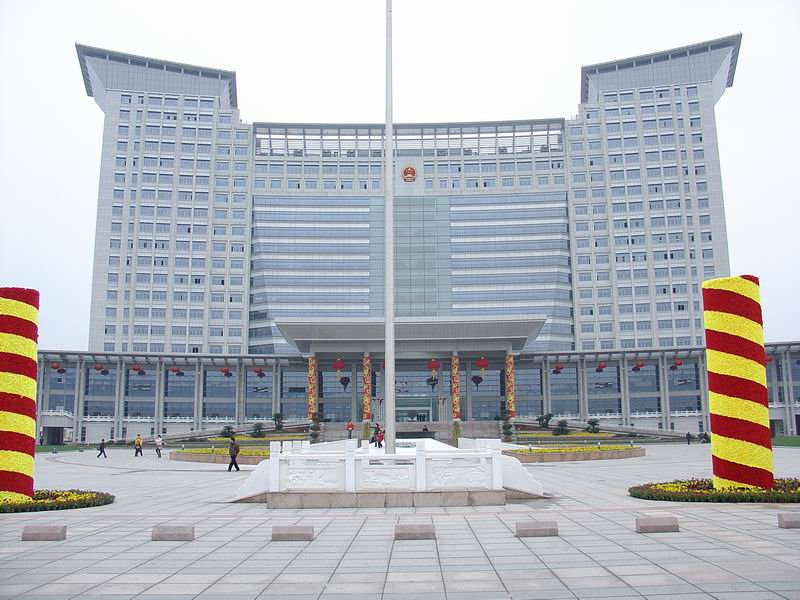
温岭市人民政府办公地点市府大楼

温岭市图书馆由温岭市文化和广电旅游体育局主管；隶属于温岭市人民政府，是后者设立的公益性事业单位法人。开办资金为人民币1306万元，登记管理机关为温岭市事业单位登记管理局。温图每周开放72小时，平均每天12小时。目前温图馆长为杨仲芝，在编人员18人。2017年，温岭市图书馆外借图书量达到145万册次，总藏书量达到138万册。2016年，温岭市图书馆外借图书984490册次，其中主馆753949册次。

### 借阅信息
温岭市图书馆向温岭户籍的市民和在温岭工作生活的新温岭人提供借阅服务。以前，在该馆办理借书证需缴纳每本150元的押金。2017年5月1日起，温岭市图书馆创新性地实施了借书免押金制度，在温图及其分馆办理借书证无需缴纳押金，也无需验证信用积分。此事引起了《人民日报》海外版的关注。目前，温岭市图书馆除了增加通过微信办理借书证的服务以外，还开通了身份证、市民卡的借书证功能。每人一次最多可借25册图书，可续借一次。

### 数字服务
温图于2002年开始购入电子文献。目前开放了多个数据库，以用于市民的学习、工作和研究。十二五期间，温图在开展调研的基础上，新购置万方中小学数据库、方正儿童之路图书馆等多个数据库，推出了“手机图书馆服务”。除了普通数据库以外，图书馆还建立了多个地方特色文献数据库，如“家谱数据库”、“温岭海洋剪纸数据库”、“百年温岭数据库”、“温岭大奏鼓数据库”。而温图构建的“温岭市图书馆数字资源服务体系”曾获得浙江省文化厅基层公共文化服务创新奖、中国知识资源总库“全国公图应用排行十强”、全国示范型数字图书馆等多项荣誉，据称走在“全省甚至全国前列”。2016年，数字资源服务读者量达1,149,888人次。
除了数字资源服务以外，温岭市图书馆还设立了QQ咨询群，在线解答、接受基层群众的咨询，并开通了网站、微信公众号等交互渠道。在温岭市图书馆的网站首页，可以查看近期推荐的新书。在温图的微信公众号上，可以办理“扫脸认证”以使用人脸识别借书系统，以及办理借书证。2016年，登录网站的读者达330875人次，微信公共号服务读者469211人。
馆内数字应用方面，2014年以后，温图购入大批图书自动借书机，替代原来的人工办理借书。2018年4月还添置了可以用人脸识别技术登录的“智能借还书一体机”。

### 分馆概况
温岭市图书馆的分馆在全市的16个乡镇实现了全覆盖。除了乡镇分馆，截止2018年9月，还在温岭市内设立了6家自助图书馆（又称“和合书吧”）。首批两家自助图书馆分别开设于温岭城市新区管委会和温岭市青少年宫内，面积分别约300平方米，藏书总量均为12000多册，均设有自助办证机与自助借还机；前者主要收藏社科、文学类书籍，后者主要藏有少儿类书籍。截止2018年9月，温岭市图书馆还开设了一家汽车流动图书馆，六家机构部门图书分馆，70家文化礼堂图书分馆，300家家庭图书分馆、7家“文旅图书馆”，以及“乡村图书馆”。其中，“汽车流动图书馆”于12月16日正式启动，通过在巴士上装载图书，为边远地区的群众提供借阅服务。这辆巴士长7.1米，一次性携带图书数量可达到3000册。
“家庭图书馆”则是温图的特色之一，在浙江省内属首创。2016年，温岭市图书馆决定开展以“家庭”为主题的暖心阅读服务活动。是年3月24日，温图通过其微信公众平台发布《温岭图书馆“家庭图书分馆”计划》，招募首批30个家庭图书分馆。报名条件有：家里有15平方米以上的书房；可容纳的图书数量不少于100册；在图书馆有良好的借阅记录。一星期内，名额便全部报满。经过筛选后，4月23日（是世界图书与版权日），这30个家庭图书分馆正式挂牌。截止2018年11月，家庭图书馆共开设了300家，其中位于农村的占到七成。家庭图书馆的设立，大大方便了市民的借阅。2018年，该项目获得中国图书馆学会第一届公共图书馆创新创意征集推广活动最佳创新奖。